# فضيحة الاعتداء الجنسي على اللاعبين في إنجلترا
فضيحة الاعتداء الجنسي تنطوي على إساءة معاملة لاعبين شباب لم يسبق لها مثيل في أندية كرة القدم في المملكة المتحدة في منتصف نوفمبر 2016. وبدأت هذه الاكتشافات عندما تقدم زهاء 350 شخصا ببلاغات عن تعرضهم للتحرش الجنسي من قبل مدربين لفرق الناشئين لكرة القدم، بحسب ما أعلن المجلس الوطني لقادة الشرطة في المملكة المتحدة. في السبعينات والثمانينات والتسعينات. وقد أدى ذلك إلى زيادة في الادعاءات الإضافية، وكذلك الادعاءات بأن بعض الأندية قامت بتغطيتها.
كرد فعل مماثل في تسعينات القرن الماضي، تركزت مزاعم عام 2016 على إساءة استخدام اللاعبين الشباب في كرو ألكسندرا ومانشستر سيتي بسبب ارتباطات النوادي مع المدرب الكروي السابق باري بينيل (الذي أدين في السابق بجرائم الاعتداء الجنسي في المملكة المتحدة والولايات المتحدة) ، الذي اتهم بجرائم جديدة في 2016 . كما كانت هناك مزاعم ضد جورج أورموند، وهو مدرب سابق للشباب وكشافة لفريق نيوكاسل يونايتد، رئيس الكشافين في تشيلسي السابقة إيدي هيث ، ومدرب نادي ساوثهامبتون ونادي بيتربورو يونايتد السابق بوب هيجينز. في أوائل ديسمبر 2016 ، بدأت تظهر مزاعم حول مدربي الشباب السابقين وكشافة في أيرلندا الشمالية واسكتلندا.
في غضون شهر واحد من تقديم التقارير الأولية، قام الاتحاد الإنجليزي لكرة القدم ، واتحاد اسكتلندا لكرة القدم ، والعديد من أندية كرة القدم وأكثر من 20 بلاغ إلى قوات الشرطة في المملكة المتحدة بإجراء تحقيقات، كما تقدم أكثر من 350 من الضحايا المزعومين. حتى 31 ديسمبر 2017 ، سجلت تحقيقات الشرطة 839 ضحية مزعومة، و 294 مشتبه بهم مزعومين وهناك أندية كبيرة قامت بدفع أموال بطريقة سرية لتقنع عددا من ضحايا الانتهاكات الجنسية بكتمان الأمر